# Onieżskij (stacja kolejowa)
Onieżskij (ros. Онежский) – stacja kolejowa w miejscowości Pietrozawodsk, w Karelii, w Rosji. Położona jest na linii Wołchow - Murmańsk.

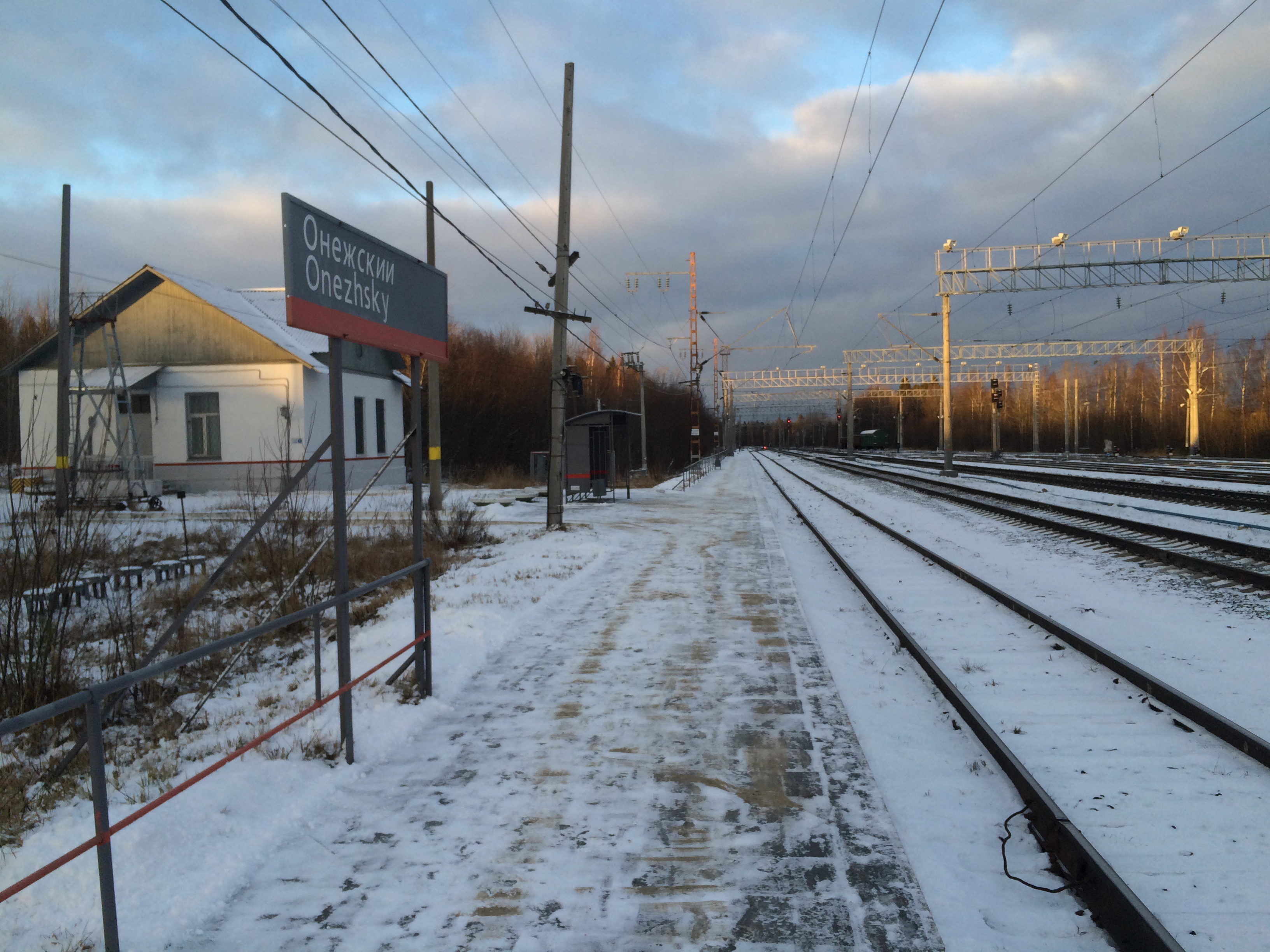
peron; widok w stronę Murmańska
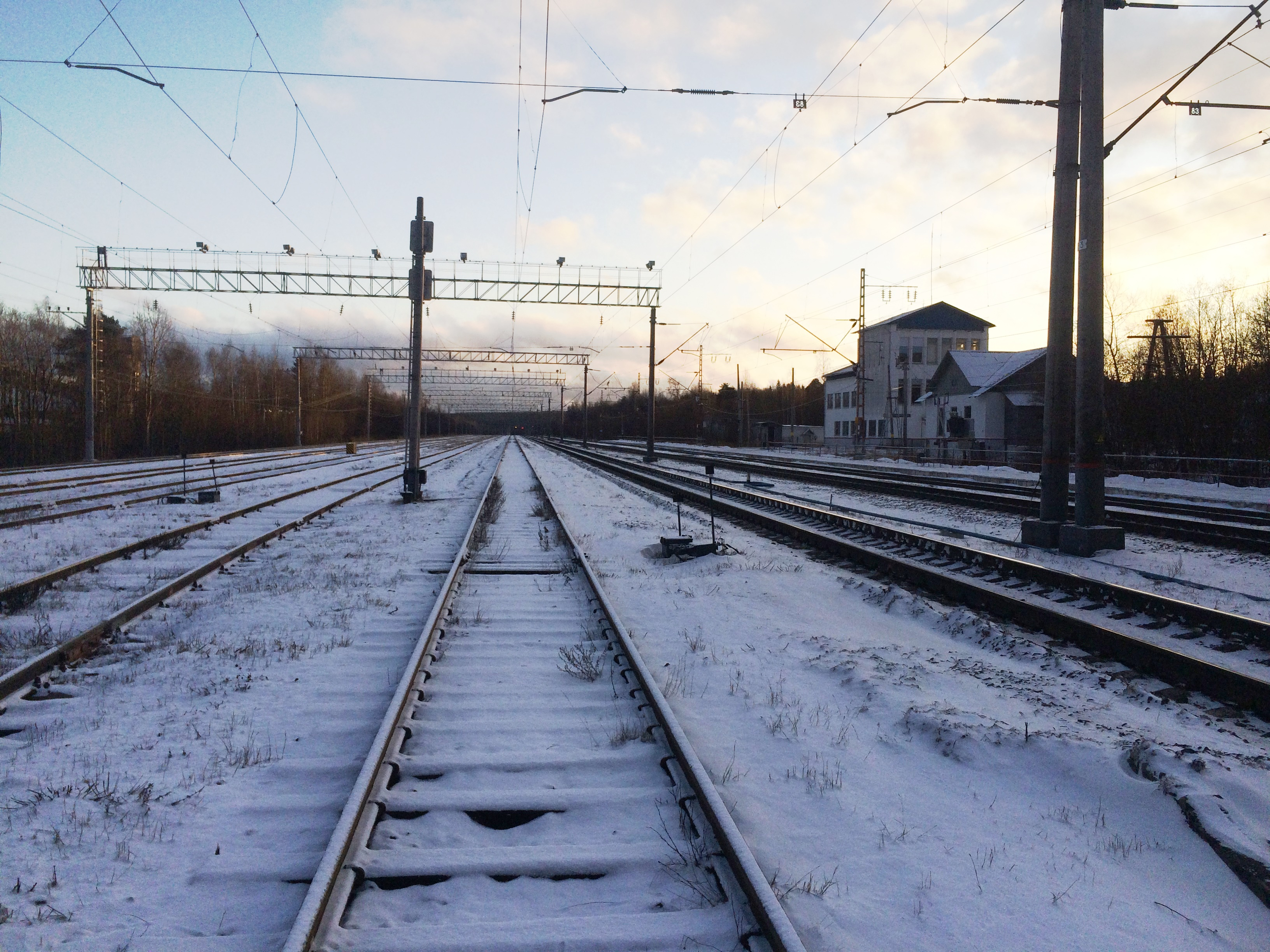
torowisko; widok w stronę Wołchowa
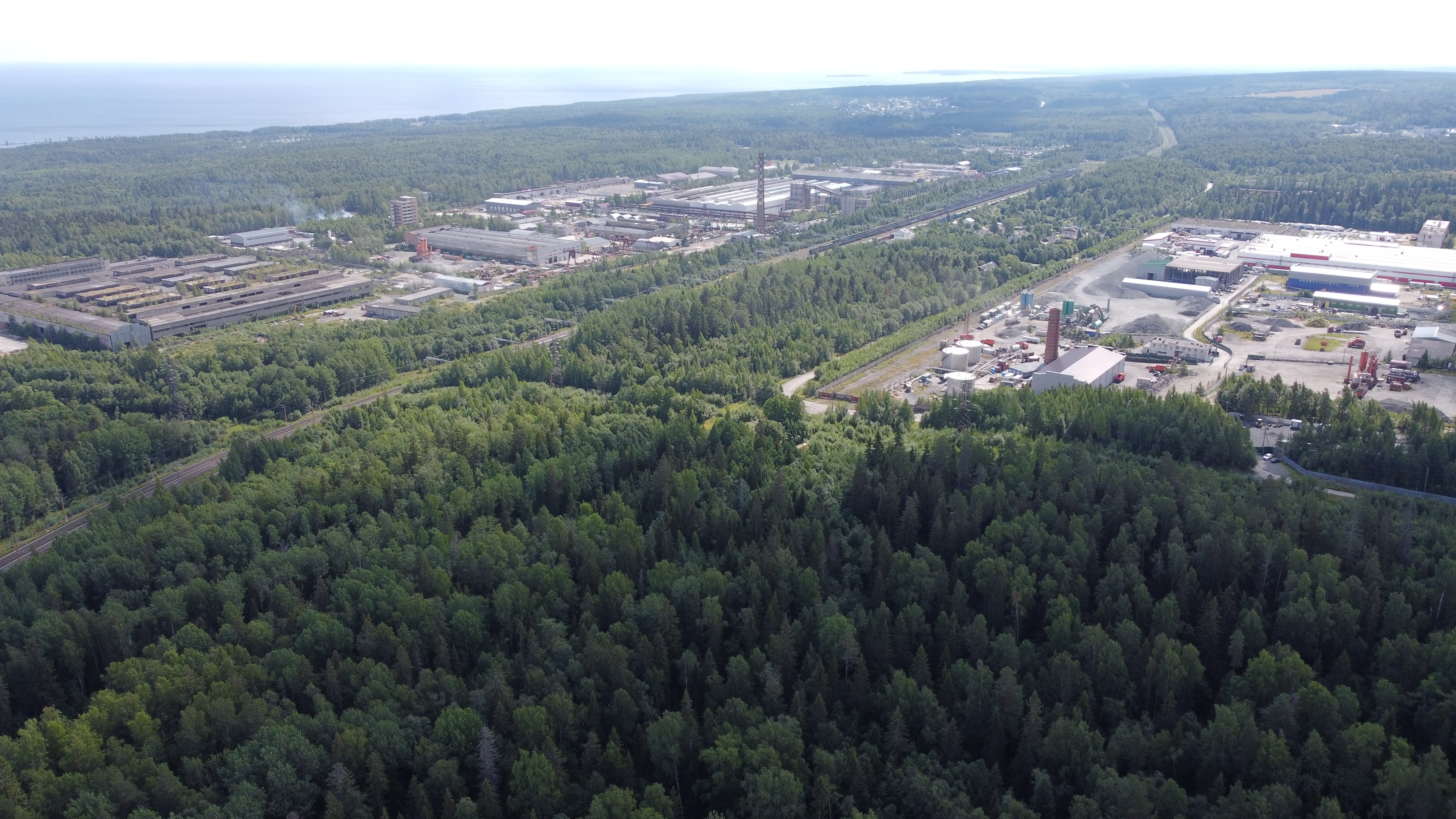